# Laiko
Laïko (gr. λαϊκό τραγούδι, trb. laiko tragudi) – odmiana greckiej muzyki popularnej, związana z kulturą miejską.
Początków tego rodzaju muzyki należałoby szukać pod koniec lat 50., kiedy odchodzi w przeszłość pierwsza generacja wykonawców muzyki rebetiko, a nowe pokolenie unowocześnia ten styl nowym brzmieniem, a także zmianą instrumentarium. Obok tradycyjnych instrumentów jak buzuki i bağlama pojawia się perkusja, a także instrumenty klawiszowe. Muzycy wykonujący laiko coraz częściej korzystali ze wzmacniaczy dźwięku.
W latach 60. wraz z upowszechnieniem laiko pojawiło się kilka jej odmian. Jedną z nich określano pojęciem indoprepi (grec. ινδοπρεπή), wskazującym na inspiracje muzyką hinduską. Czołowy wykonawca indoprepi – Manolis Angelopoulos szukał inspiracji w klasycznej muzyce arabskiej – tarab, ale także w hinduskiej muzyce popularnej – filmi. Istotny wpływ na powstanie indoprepi miała popularność filmów hinduskich, cieszących się ogromną popularnością wśród widowni kin ateńskich.
Większą popularnością niż indoprepi cieszyła się skyladika (Σκυλάδικο), nawiązująca do korzeni rebetiko i śpiewana najczęściej w nocnych klubach na przedmieściach miast. Samego pojęcia skyladiko używano także na określenie miejsc, w których wykonywano „muzykę półświatka” (słowo to pochodzi od σκύλος-pies i oznacza psią budę). Ten rodzaj muzyki był szczególnie prześladowany w okresie rządów czarnych pułkowników, kiedy uznawano ją za zagrażającą porządkowi publicznemu.
Ulegająca wpływom zachodnioeuropejskiej kultury masowej laiko przekształciła się w latach 70. w nowoczesną wersję tej muzyki, bliską muzyce pop i muzyce dance. Jedną z pionierek nowoczesnego laiko była grecko-cypryjska wokalistka Ana Wisi. Z tym nurtem związana jest także czołówka greckich piosenkarzy pop, jak Despina Vandi, Sakis Ruwas, Elena Paparizou i Andonis Remos.